# 서울백영고등학교
서울백영고등학교(-白永高等學校)는 대한민국 서울특별시 강서구 마곡동에 위치한 사립 고등학교이다.

## 학교 연혁
- 1986년 12월 5일 : 학교법인 세민학원 설립인가
- 1986년 12월 5일 : 초대 김부겸 이사장 취임
- 1987년 1월 9일 : 효성여자상업고등학교 설립인가
- 1987년 1월 9일 : 제1대 박재욱 교장 취임
- 1987년 3월 6일 : 개교 및 입학식
- 1988년 2월 1일 : 학교 증설인가(주간 12학급, 야간 8학급)
- 1990년 2월 14일 : 제1회 졸업식
- 1992년 7월 1일 : 전산관 준공
- 1996년 8월 30일 : 교명변경 및 학과증설(효성여자정보산업고등학교, 경영정보과 9학급)
- 1998년 9월 4일 : 교명 변경(세민여자정보산업고등학교)
- 2001년 7월 13일 : 교명 변경(세민정보고등학교), 남·여 공학인가
- 2007년 2월 28일 : 김준호 이사장 취임
- 2014년 3월 1일 : 교육청지정 특성화고(항공비즈니스, 관광비즈니스, 국제물류, 국제조리과)
- 2016년 3월 1일 : 교명 변경(서울항공비즈니스고등학교)
- 2016년 12월 26일 : 백영관 준공식
- 2018년 2월 28일 : 제11대 박동홍 교장 취임
- 2019년 2월 7일 : 제30회 졸업식
- 2025년 3월 1일 : 교명 변경(서울백영고등학교)

## 설치 학과
- 관광비즈니스과
- 미디어콘텐츠과
- 항공비즈니스과
- 국제조리과
- 간호보건과
- 항공로지스틱스과
- 디저트제과제빵과

## 참고 자료
- 서울백영고등학교 - 한국교육학술정보원 학교알리미